# Ugljevik

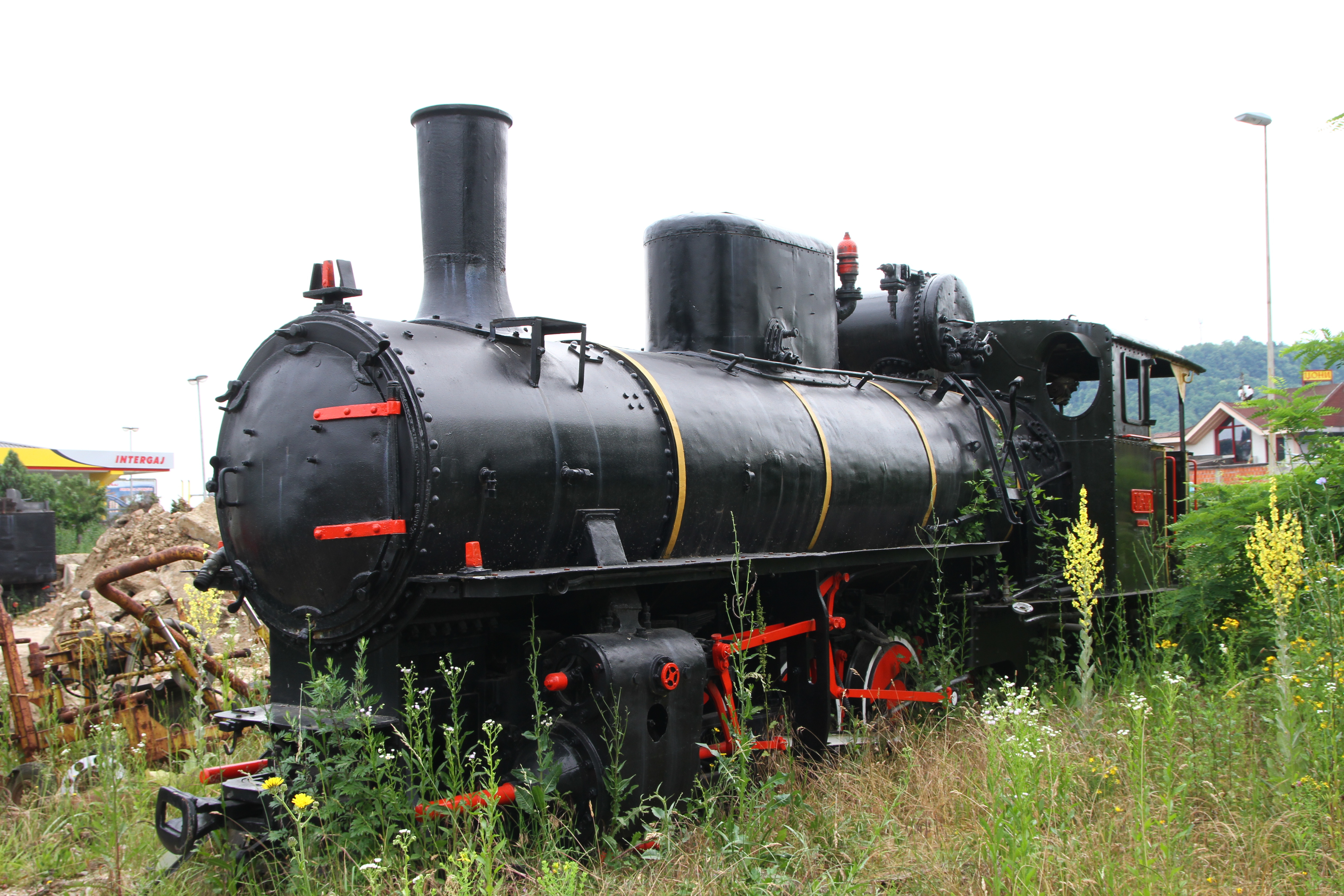
83-175 hat im restaurierten Zustand Ugljevik erreicht

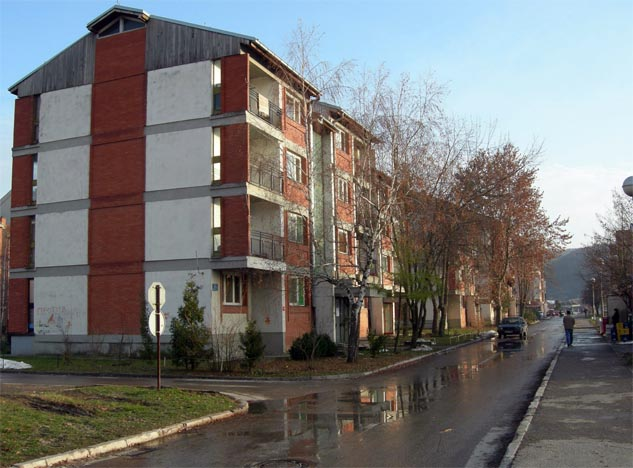
Straße in (Novi) Ugljevik

Ugljevik (serbisch-kyrillisch Угљевик) ist eine Kleinstadt und Sitz der gleichnamigen Gemeinde im Nordosten von Bosnien und Herzegowina. Seit dem Bosnienkrieg gehört sie zur Republika Srpska.

## Geographie
Der Ort liegt am nordöstlichen Abhang des Majevica-Gebirges am Ufer der Janja auf etwa 160 m Höhe.

## Geschichte
Ugljevik wurde erstmals 1533 in türkischen Aufzeichnungen erwähnt. Mit dem Beginn des Kohleabbaus 1899 entstanden zahlreiche Bergarbeitersiedlungen. 1980 wurde ein Teil des alten Hauptortes Stari Ugljevik für die Erweiterung des Tagebaus abgetragen. In der Folgezeit wurde wenige Kilometer entfernt planmäßig ein neuer Hauptort errichtet, der zunächst Novi Ugljevik hieß. Nach dem Bosnienkrieg wurde ein Teil der Gemeinde abgetrennt und bildet heute die zum Kanton Tuzla gehörende Gemeinde Teočak.

## Bevölkerung
Zum Zeitpunkt der Volkszählung 1991 hatte die Gemeinde Ugljevik 25.587 Einwohner, von denen sich 14.468 (56,5 %) als Serben, 10.241 (40,0 %) als Bosniaken, 290 (1,13 %) als Jugoslawen und 56 (0,2 %) als Kroaten bezeichneten.
In der eigentlichen Stadt lebten 2.981 Einwohner, davon 2.426 (81,3 %) Serben, 348 (11,7 %) Bosniaken, 133 (4,5 %) Jugoslawen und 39 (1,3 %) Kroaten.
Zur Volkszählung 2013 hatte die Gemeinde nur noch etwa 16.500 Einwohner.

### Ortschaften
Die Gemeinde besteht aus 21 Orten: Atmačići, Janjari, Donja Krćina, Gornja Krćina, Glinje, Gornja Trnova, Donja Trnova, Bogutovo Selo, Mukat-Stankovići, Sarije, Ravno Polje, Mezgraja, Maleševci, Korenita, Srednja Trnova, Stari Ugljevik, Ugljevik Selo, Ugljevička Obrijež, Zabrđe, Ugljevik und Tutnjevac. Die Orte Bilalići, Jasikovac, Jasenje, Sniježnica, Stari Teočak und Teočak-Krstac, die bis 1992 zu Ugljevik gehörten, bilden seit dem Krieg die Gemeinde Teočak.

## Wirtschaft
Die wirtschaftliche Struktur der Gemeinde wird von einem großen Braunkohletagebau und dem von diesem versorgten Kraftwerk geprägt.

## Sport

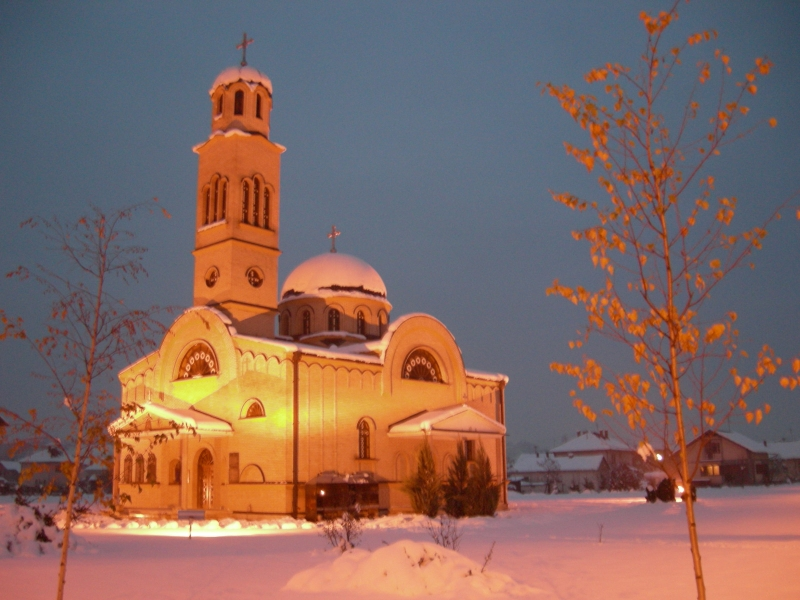
Serbisch-orthodoxe Kirche der Heiligen Petka (Sveta Petka)

Der Fußballverein Rudar Ugljevik spielt nach zweimaligem Abstieg zurzeit in der 2. Liga der Republika Srpska.
Der Basketballverein KK Rudar Ugljevik spielt derzeit in der 1. Liga der Republika Srpska.

## Ehemalige Schmalspurbahn
1916 wurde mit dem Bau der Schmalspurbahn von Bosanska Rača über Bijeljina nach Ugljevik begonnen. Der Bau wurde mit einer Spurweite von 600 mm ausgeführt. Die ersten Züge rollten bereits 1917. Der Abschnitt von Bijeljina nach Ugljevik wurde 1918 offiziell eröffnet. Im Zeitraum von 1922 bis 1925 wurde die Strecke auf 760 mm (Bosnische Spurweite) umgespurt.
Nachdem der 4 km lange Abschnitt von Modran nach Ugljevik bereits 1967 stillgelegt worden war, verkehrte der letzte Zug der Schmalspurbahn auf der Strecke Bosanska Mezgraja nach Bosanska Rača über Modran und Bijeljina am 26. Mai 1979. Der letzte Zug wurde von der Lokomotive 83-175, einer BHStB IVa5 gezogen, die im Volksmund den Namen Ćiro hat.
Die alte Lokomotive 83-175 verrottete nach der Schließung der Strecke im Jahr 1979 jahrzehntelang auf dem Schrottplatz des Bijeljina-Eisenwerks. Die Verschrottung konnte immer wieder hinaus gezögert werden bis das Semberije-Museum und die Gemeinde Ugljevik ihren Wiederaufbau organisierten.
Die Gemeinde Ugljevik stellte 30.000 KM für den Schutz und den Wiederaufbau der Lokomotive bereit. Sie wurde anschließend in Ugljevik beim Kulturzentrum aufgestellt. Das heutige Kulturzentrum gehörte früher zu dem großflächigen Bereich des Endbahnhofes der Schmalspurbahn.
Auch die Schwesternlok 83-173 konnte gerettet werden und ist betriebsfähig auf der Šarganska osmica im Einsatz.

## Persönlichkeiten
- Bogić Bogićević (* 1953), bosnischer Politiker; geboren in Ugljevik
- Mitar Mirić (* 1957), Sänger, geboren in Bogutovo Selo bei Ugljevik